# Garjú
A Garjú (雅流; Hepburn: Galyuu) Miyavi japán rockzenész második nagylemeze, mely 2003. december 2-án jelent meg.

## Számlista
Az összes szám szerzője Miyavi. 
| #   | Cím                                                                                   | Hossz |
| --- | ------------------------------------------------------------------------------------- | ----- |
| 1.  | cím nélkül (無題)                                                                     | 0:14  |
| 2.  | Ippiki ookami ron (一匹狼論)                                                          | 3:22  |
| 3.  | Eccentric otona jamai: Kuszo gaki ver. (エキセントリック大人病～くそ餓鬼ver.)         | 0:48  |
| 4.  | cím nélkül (無題)                                                                     | 3:16  |
| 5.  | Aa, kanashki kana jatovare no mi no blues (嗚呼、悲しきかな雇われの身のブルース)      | 5:55  |
| 6.  | Coo Quack Cluck (Ku.Ku.Ru): Oreszama ver. (Coo quack cluck-ク・ク・ル-～おれさまver.) | 4:16  |
| 7.  | cím nélkül (無題)                                                                     | 0:09  |
| 8.  | Dzsósó kaidó (常勝街道)                                                               | 4:25  |
| 9.  | Sikenkan baby (試験管ベイビー)                                                        | 3:14  |
| 10. | Osszan osszan ore nanbo (おっさんおっさん俺なんぼ)                                    | 2:57  |
| 11. | Asita, tenki ni naare: Dosaburi ver. (あしタ、天気ニなぁレ。～どしゃ降りver.)         | 0:26  |
| 12. | cím nélkül (無題)                                                                     | 3:46  |
| 13. | Tom and Jerry (トメとジュリー)                                                        | 4:13  |
| 14. | Requiem (bónuszdal)                                                                   | 5:11  |